# Kazimierz Szapka Chotolski
Kazimierz Szapka Chotolski herbu Lubicz IV – wojski witebski w 1655 roku.
W 1648 roku był elektorem Jana II Kazimierza Wazy z województwa witebskiego.
W czasie wojny polsko-rosyjskiej 1654-1667 dostał się do niewoli rosyjskiej. W 1655 roku podpisał laudum sejmiku zesłanej szlachty województwa witebskiego w Kazaniu.